# Rallye de la Madone des centaures
Le rallye de la Madone des centaures est un rassemblement catholique semestriel de motards qui a lieu en Italie chaque année, et à tour de rôle en France, en Belgique, en Allemagne, en Espagne ou en Suisse. Créé en 1943, il rassemble plusieurs centaines de motards venant recevoir une bénédiction à l'occasion d'une messe où quelques uns d'entre eux ont l'autorisation d'entrer en moto dans l'église.

## Déroulement
Le Rallye de la Madone des Centaures a lieu une fois par année en Italie à Castellazzo Bormida près d’Alexandrie dans le Piémont et une seconde fois dans l’année, à tour de rôle dans un des cinq autres pays (France, Belgique, Allemagne, Espagne, Suisse).
Le principal événement du rallye est la célébration de la messe qui a lieu dans une église. À cette occasion, quelques motards, appelés « premiers Centaures », peuvent exceptionnellement entrer dans le lieu de culte avec leur moto,. Comme les chevaliers du Moyen Âge faisaient bénir leur monture, les motards implorent la Vierge d’intercéder auprès de Dieu pour obtenir sa protection sur les routes. Le programme prévoit également des temps pour se restaurer, de la musique et une virée à moto pour découvrir la région.
Les célébrations des dernières éditions françaises ont lieu dans la basilique Saint-Julien de Brioude. Celles des éditions suisses ont lieu dans la cathédrale Saint-Nicolas de Fribourg, et les habitants n’hésitent pas à revêtir le costume traditionnel et à décorer leur deux-roues pour la manifestation populaire de quatre jours.

## Histoire
En 1943, un pharmacien italien motocycliste lance l’idée de réunir tous les « Centaures » du monde, et, trois ans plus tard, le Moto Club international de la Madone des Centaures (Moto Club Madonnina dei Centauri Internazionali M.C. M.C.I.) est créé. L’année suivante, le Vatican lui consacre la basilique de Castellazzo Bormida, près d’Alessandria, et sa Madone, qui deviendra dès lors la patronne des motards.
En 1947, la section suisse voit le jour dans le canton de Fribourg ; elle accueille le 1er rallye de la Madone des Centaures en 1952.
D'autres bénédictions de motards existent, dont celle du Simplon, la plus fréquentée de Suisse qui rassemble chaque année début mai plusieurs milliers de motards, ou encore celles de Montévraz, de Treyvaux et de Notre-Dame des Marches à Fribourg.

## Fréquentation
En 2018, il est estimé que 1000 à 1500 motards participent au pèlerinage de Fribourg. L'édition 2023 de Brioude voit la participation de près de 250 personnes, dont 130 motards.
Tous les participants au rallye ne sont pas croyants, mais ils sont respectueux de la tradition et apprécient l’ambiance de la fête. En 2018, il est considéré, selon l’ethnologue Magali Jenny, spécialiste de la religion populaire, que « ce pèlerinage moderne est en fait moins un geste religieux qu’une coutume propre à la micro-société des motards. ».